# Hud
Hud er det organ, som danner kroppens ydre grænse. Huden beskytter kroppen mod påvirkninger som varme, kulde, stråling og bakterier. Den medvirker til et stabilt indre miljø. Huden er fæstnet til knoglerne og vævet. Normalt huser huden mere end 100 forskellige bakteriearter, og forskning tyder på, at flertallet af dem er gavnlige og afværger parasitangreb.

Huden indeholder blodkar og svedkirtler, som er med til at opretholde væskebalancen og styre legemstemperaturen. Huden indeholder også nervetråde, som kan registrere stimuli, og talgkirtler, som danner hudfedt/talg.
Evolutionen har medført, at forhornede hudceller har udviklet sig forskelligt. Mange dyr har udviklet hår på huden: pels hvis behåringen er tæt nok. Fisk og reptiler har skæl, og fugle har fjer.
Huden består af overhuden, læderhuden og underhuden. Læderhuden indeholder mange kollagene fibre, og de gør pattedyrs hud velegnet som læder.
Hudens farve bestemmes af indholdet af melanin. Jo mere melanin, jo mørkere er huden. Melanin beskytter kroppen mod solens ultraviolette stråler.

## Hudens lag

### Epidermis (overhud)
Epidermis er det yderste hudlag. 95% af cellerne i epidermis er keratinocytter, mens de resterende er særlige nerveceller og immunforsvarsceller. Epidermis kan inddeles i følgende lag (startende udefra):
- Stratum corneum
- Stratum lucidum (ses kun i tyk hud på håndflader og fodsåler)
- Stratum granulosum
- Stratum spinosum
- Stratum basale

Epidermis indeholder ikke blodkar, så de levende og delingsdygtige celler i de dybeste lag næres via blodkar i dermis.

### Dermis (læderhud)
Dermis kaldes også læderhuden og ligger mellem epidermis og subcutis. Dermis består af to lag:
- stratum papillare: Ligger yderst mod epidermis. Har fingerlignende projektioner papiller ind i epidermis med blodkapillærer eller mekanoreceptorer.
- stratum reticulare

Dermis indeholder kollagen, elastiske fibre, hårfollikler, svedkirtler, talgkirtler, blodkar, mekanoreceptorer og lymfekar.

### Subcutis (underhud)
Subcutis eller hypodermis er det inderste lag af integumentærsystemet. Cellerne er fibroblaster, fedtceller og makrofager. Subcutis fungerer som fedtdepot.